# Schaal Sels 2002
La Schaal Sels 2002, settantasettesima edizione della corsa, si svolse il 3 settembre 2002 su un percorso di 198 km, con partenza e arrivo a Merksem. Fu vinta dall'olandese Steven de Jongh della Rabobank davanti al danese Allan Johansen e al belga Steven De Neef.

## Ordine d'arrivo (Top 10)
| Pos. | Corridore         | Squadra                   | Tempo    |
| ---- | ----------------- | ------------------------- | -------- |
| 1    | Steven de Jongh   | Rabobank                  | 4h45'00" |
| 2    | Allan Johansen    | EDS-Fakta                 | s.t.     |
| 3    | Steven De Neef    | Marlux-Ville de Charleroi | s.t.     |
| 4    | Bram Schmitz      | Bankgiroloterij-Batavus   | s.t.     |
| 5    | Roger Hammond     | Palmans-Collstrop         | a 1'31"  |
| 6    | Peter Van Petegem | Lotto-Adecco              | s.t.     |
| 7    | Tom Boonen        | US Postal Service         | s.t.     |
| 8    | Tom Steels        | Mapei-Quick Step          | s.t.     |
| 9    | Niko Eeckhout     | Lotto-Adecco              | s.t.     |
| 10   | Magnus Backstedt  | EDS-Fakta                 | s.t.     |